# Linli Zhang
Linli Zhang (n. China, 6 de marzo de 1973) es una exatleta china, especializada en la prueba de 3000 m, en la que llegó a ser subcampeona mundial en 1993.

## Carrera deportiva
En el Mundial de Stuttgart de 1993, ganó la medalla de plata en los 3000 metros, con un tiempo de 8:29.25, tras su compatriota Qu Yunxia, y por delante de una tercera china: Zhang Lirong.